# Antic Banc d'Espanya (Girona)
L'Antic Banc d'Espanya és una obra de Girona inclosa a l'Inventari del Patrimoni Arquitectònic de Catalunya.

## Descripció
El banc està situat a la cantonada de la plaça Marqués de Camps amb el carrer Alvarez de Castro i té l'entrada a l'angle. L'edifici és de marcat esperit eclèctic, i combina temes medievals (balustres, coronaments, elements de ferro) amb d'altres clarament neoclàssics (pilastres, frontons, impostes, etc).

## Història
La construcció es va iniciar el 26 de març de 1901.